# Ebon Lundin
Ebon Lundin är en svensk dramafilm från 1973 med manus och regi av Per Oscarsson.
Per Oscarsson spelade själv titelrollen. Övriga skådespelare var Carl Rosenqvist, Gudrun Brost, Thor Hartman, Sten Lonnert, Sonya Hedenbratt, Errit Hackl, Peter Lindgren, Carl-Olof Alm, Fatima Ekman, Willie Andréason, Sven-Bertil Taube, Gunnar Ossiander och Lars Hansson.
Ledmotivet "Ebon Lundin, det är ju jag", sjöngs av Monica Törnell med orkestern Vieux Carré. Låten finns på hennes album Jag är som jag är... (1978).
Filmen hade urpremiär den 23 oktober 1973 på Folkets Bio i Stockholm och visades på TV1 (Sverige) den 30 september 1974.